# Carrie Clark Ward
Pour les articles homonymes, voir Ward.
Carrie Clark Ward est une actrice américaine du cinéma muet née le 9 janvier 1862 à Virginia City (Nevada, États-Unis) et morte le 6 février 1926 à Hollywood (Californie). 

## Filmographie partielle
- 1915 : Charlot garçon de banque (The Bank) de Charles Chaplin
- 1915 : Charlot au music-hall (A Night in the Show) de Charles Chaplin
- 1919 : Papa longues jambes (Daddy-Long-Legs) de Marshall Neilan
- 1920 : L'Affaire Paliser (The Paliser Case) de William Parke
- 1921 : Les Roses noires (Black Roses) de Colin Campbell
- 1925 : The Awful Truth de Paul Powell
- 1925 : The Only Thing de Jack Conway
- 1925 : L'Aigle noir (The Eagle) de Clarence Brown